# NBA Most Valuable Player Award
L'NBA Most Valuable Player Award (o MVP Award) è il premio conferito dalla National Basketball Association al miglior giocatore della regular season.
Il premio fu assegnato per la prima volta nella stagione 1955-1956. A partire dalla stagione 2022-23, il titolo di MVP prende il nome di Michael Jordan's Trophy, chiamato così in onore della leggenda dei Chicago Bulls. Il giocatore con più riconoscimenti è Kareem Abdul-Jabbar (6 premi) vinti con le maglie dei Milwaukee Bucks e Los Angeles Lakers.

## Vincitori

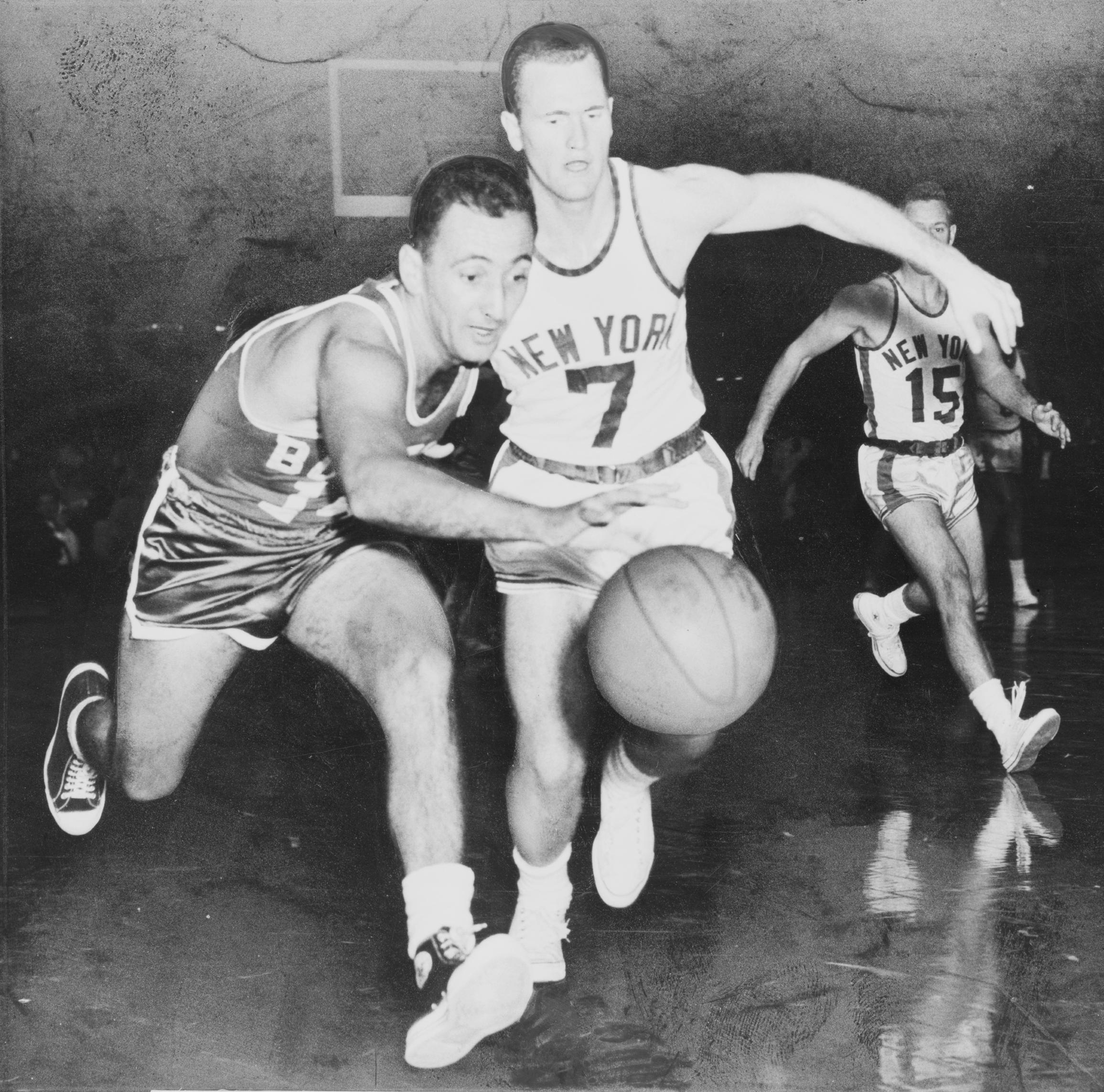
Bob Cousy vincitore nel 1956-1957.

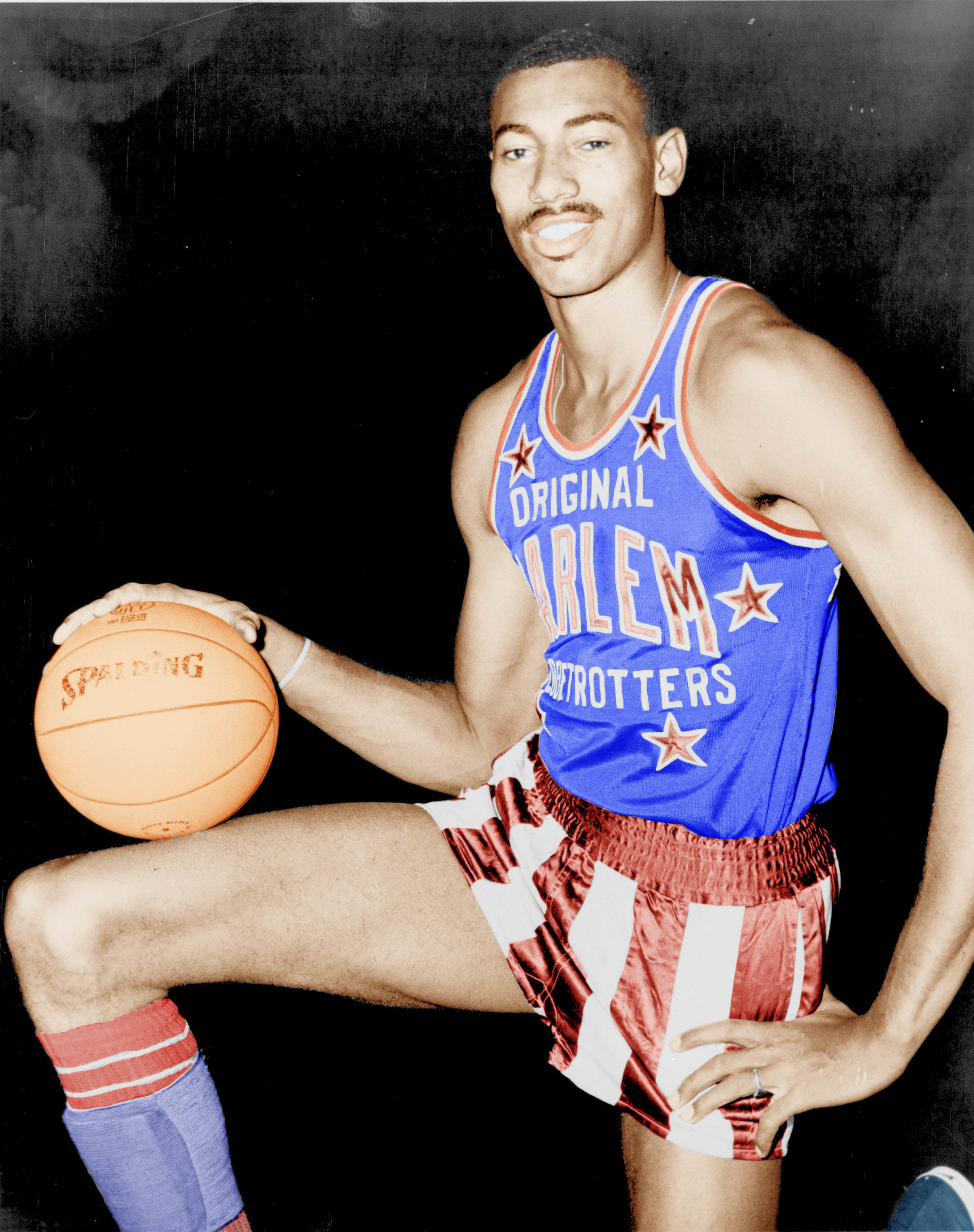
Wilt Chamberlain vinse quattro volte il titolo di MVP.

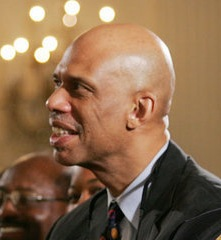
Kareem Abdul-Jabbar vinse sei volte il titolo di MVP.

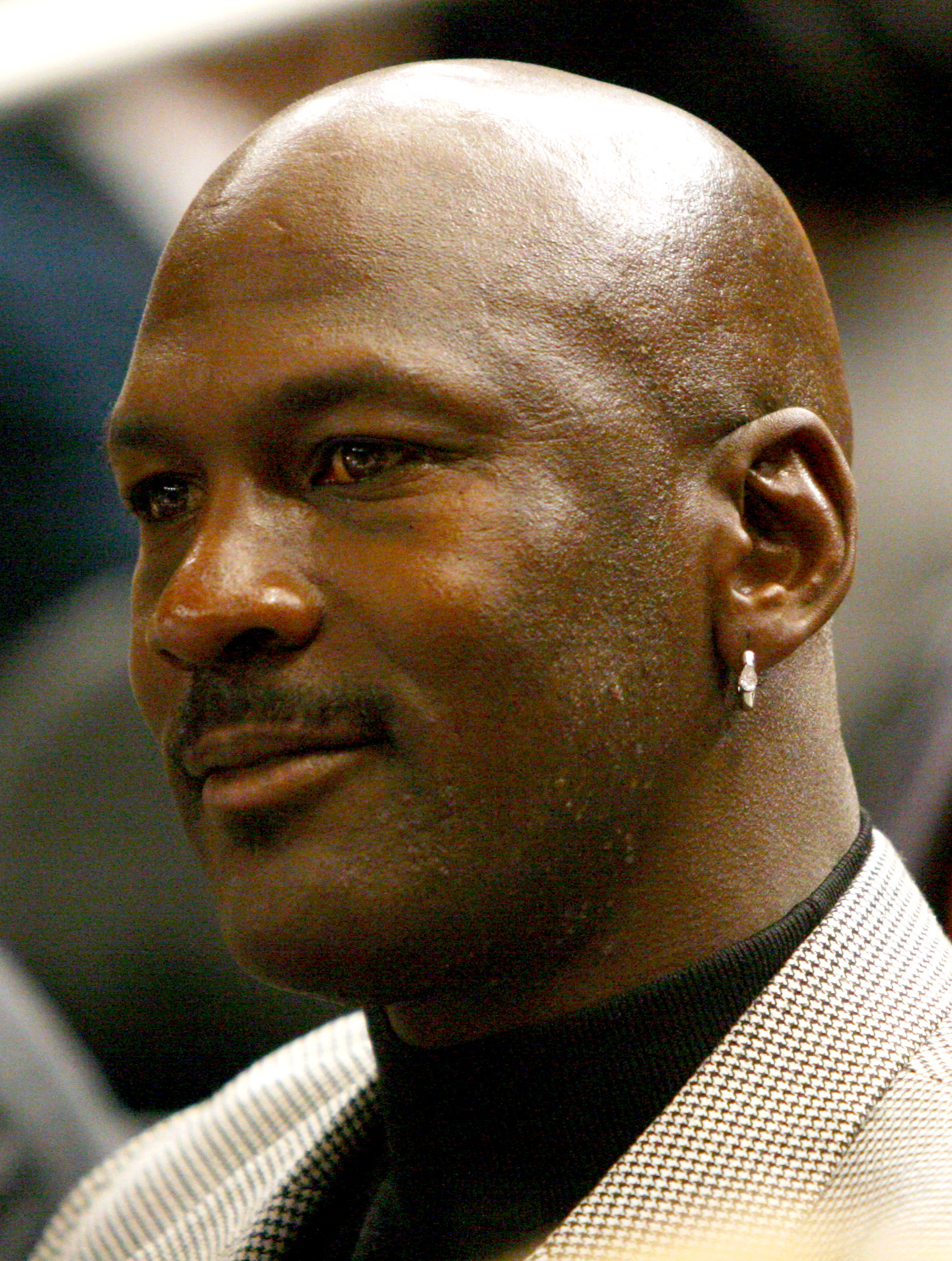
Michael Jordan vinse cinque volte il titolo di MVP.

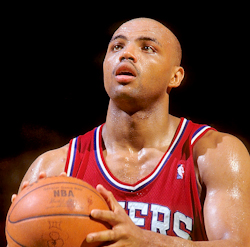
Charles Barkley vincitore nel 1992-1993.

|  | Eletto nella Basketball Hall of Fame |

| Stagione  | Nazionalità         | Giocatore                 | Squadra             |
| --------- | ------------------- | ------------------------- | ------------------- |
| 1955-1956 | Stati Uniti         | Bob Pettit                | St. Louis Hawks     |
| 1956-1957 | Stati Uniti         | Bob Cousy                 | Boston Celtics      |
| 1957-1958 | Stati Uniti         | Bill Russell              | Boston Celtics      |
| 1958-1959 | Stati Uniti         | Bob Pettit (2)            | St. Louis Hawks     |
| 1959-1960 | Stati Uniti         | Wilt Chamberlain          | Philad. Warriors    |
| 1960-1961 | Stati Uniti         | Bill Russell (2)          | Boston Celtics      |
| 1961-1962 | Stati Uniti         | Bill Russell (3)          | Boston Celtics      |
| 1962-1963 | Stati Uniti         | Bill Russell (4)          | Boston Celtics      |
| 1963-1964 | Stati Uniti         | Oscar Robertson           | Cincinnati Royals   |
| 1964-1965 | Stati Uniti         | Bill Russell (5)          | Boston Celtics      |
| 1965-1966 | Stati Uniti         | Wilt Chamberlain (2)      | Philadelphia 76ers  |
| 1966-1967 | Stati Uniti         | Wilt Chamberlain (3)      | Philadelphia 76ers  |
| 1967-1968 | Stati Uniti         | Wilt Chamberlain (4)      | Philadelphia 76ers  |
| 1968-1969 | Stati Uniti         | Wes Unseld                | Baltimore Bullets   |
| 1969-1970 | Stati Uniti         | Willis Reed               | N.Y. Knicks         |
| 1970-1971 | Stati Uniti         | Kareem Abdul-Jabbar       | Milwaukee Bucks     |
| 1971-1972 | Stati Uniti         | Kareem Abdul-Jabbar (2)   | Milwaukee Bucks     |
| 1972-1973 | Stati Uniti         | Dave Cowens               | Boston Celtics      |
| 1973-1974 | Stati Uniti         | Kareem Abdul-Jabbar (3)   | Milwaukee Bucks     |
| 1974-1975 | Stati Uniti         | Bob McAdoo                | Buffalo Braves      |
| 1975-1976 | Stati Uniti         | Kareem Abdul-Jabbar (4)   | L.A. Lakers         |
| 1976-1977 | Stati Uniti         | Kareem Abdul-Jabbar (5)   | L.A. Lakers         |
| 1977-1978 | Stati Uniti         | Bill Walton               | Portland T. Blazers |
| 1978-1979 | Stati Uniti         | Moses Malone              | Houston Rockets     |
| 1979-1980 | Stati Uniti         | Kareem Abdul-Jabbar (6)   | L.A. Lakers         |
| 1980-1981 | Stati Uniti         | Julius Erving             | Philadelphia 76ers  |
| 1981-1982 | Stati Uniti         | Moses Malone (2)          | Houston Rockets     |
| 1982-1983 | Stati Uniti         | Moses Malone (3)          | Philadelphia 76ers  |
| 1983-1984 | Stati Uniti         | Larry Bird                | Boston Celtics      |
| 1984-1985 | Stati Uniti         | Larry Bird (2)            | Boston Celtics      |
| 1985-1986 | Stati Uniti         | Larry Bird (3)            | Boston Celtics      |
| 1986-1987 | Stati Uniti         | Magic Johnson             | L.A. Lakers         |
| 1987-1988 | Stati Uniti         | Michael Jordan            | Chicago Bulls       |
| 1988-1989 | Stati Uniti         | Magic Johnson (2)         | L.A. Lakers         |
| 1989-1990 | Stati Uniti         | Magic Johnson (3)         | L.A. Lakers         |
| 1990-1991 | Stati Uniti         | Michael Jordan (2)        | Chicago Bulls       |
| 1991-1992 | Stati Uniti         | Michael Jordan (3)        | Chicago Bulls       |
| 1992-1993 | Stati Uniti         | Charles Barkley           | Phoenix Suns        |
| 1993-1994 | Stati Uniti Nigeria | Hakeem Olajuwon           | Houston Rockets     |
| 1994-1995 | Stati Uniti         | David Robinson            | San Antonio Spurs   |
| 1995-1996 | Stati Uniti         | Michael Jordan (4)        | Chicago Bulls       |
| 1996-1997 | Stati Uniti         | Karl Malone               | Utah Jazz           |
| 1997-1998 | Stati Uniti         | Michael Jordan (5)        | Chicago Bulls       |
| 1998-1999 | Stati Uniti         | Karl Malone (2)           | Utah Jazz           |
| 1999-2000 | Stati Uniti         | Shaquille O'Neal          | L.A. Lakers         |
| 2000-2001 | Stati Uniti         | Allen Iverson             | Philadelphia 76ers  |
| 2001-2002 | Stati Uniti         | Tim Duncan                | San Antonio Spurs   |
| 2002-2003 | Stati Uniti         | Tim Duncan (2)            | San Antonio Spurs   |
| 2003-2004 | Stati Uniti         | Kevin Garnett             | Minnesota T'wolves  |
| 2004-2005 | Canada              | Steve Nash                | Phoenix Suns        |
| 2005-2006 | Canada              | Steve Nash (2)            | Phoenix Suns        |
| 2006-2007 | Germania            | Dirk Nowitzki             | Dallas Mavericks    |
| 2007-2008 | Stati Uniti         | Kobe Bryant               | L.A. Lakers         |
| 2008-2009 | Stati Uniti         | LeBron James              | Cleveland Cavaliers |
| 2009-2010 | Stati Uniti         | LeBron James (2)          | Cleveland Cavaliers |
| 2010-2011 | Stati Uniti         | Derrick Rose              | Chicago Bulls       |
| 2011-2012 | Stati Uniti         | LeBron James (3)          | Miami Heat          |
| 2012-2013 | Stati Uniti         | LeBron James (4)          | Miami Heat          |
| 2013-2014 | Stati Uniti         | Kevin Durant              | Oklahoma Thunder    |
| 2014-2015 | Stati Uniti         | Stephen Curry             | G.S. Warriors       |
| 2015-2016 | Stati Uniti         | Stephen Curry (2)         | G.S. Warriors       |
| 2016-2017 | Stati Uniti         | Russell Westbrook         | Oklahoma Thunder    |
| 2017-2018 | Stati Uniti         | James Harden              | Houston Rockets     |
| 2018-2019 | Grecia              | Giannīs Antetokounmpo     | Milwaukee Bucks     |
| 2019-2020 | Grecia              | Giannīs Antetokounmpo (2) | Milwaukee Bucks     |
| 2020-2021 | Serbia              | Nikola Jokić              | Denver Nuggets      |
| 2021-2022 | Serbia              | Nikola Jokić (2)          | Denver Nuggets      |
| 2022-2023 | Stati Uniti Camerun | Joel Embiid               | Philadelphia 76ers  |
| 2023-2024 | Serbia              | Nikola Jokić (3)          | Denver Nuggets      |
| 2024-2025 | Canada              | Shai Gilgeous-Alexander   | Oklahoma Thunder    |

## Plurivincitori del premio MVP
| Vinti | Giocatore                                                |
| ----- | -------------------------------------------------------- |
| 6     | Kareem Abdul-Jabbar (1971, 1972, 1974, 1976, 1977, 1980) |
| 5     | Bill Russell (1958, 1961, 1962, 1963, 1965)              |
| 5     | Michael Jordan (1988, 1991, 1992, 1996, 1998)            |
| 4     | Wilt Chamberlain (1960, 1966, 1967, 1968)                |
| 4     | LeBron James (2009, 2010, 2012, 2013)                    |
| 3     | Moses Malone (1979, 1982, 1983)                          |
| 3     | Larry Bird (1984, 1985, 1986)                            |
| 3     | Magic Johnson (1987, 1989, 1990)                         |
| 3     | Nikola Jokić (2021, 2022, 2024)                          |
| 2     | Bob Pettit (1956, 1959)                                  |
| 2     | Karl Malone (1997, 1999)                                 |
| 2     | Tim Duncan (2002, 2003)                                  |
| 2     | Steve Nash (2005, 2006)                                  |
| 2     | Stephen Curry (2015, 2016)                               |
| 2     | Giannīs Antetokounmpo (2019, 2020)                       |

## Squadre Vincitrici
| Vinti | Squadra                                    | Anni                                                       |
| ----- | ------------------------------------------ | ---------------------------------------------------------- |
| 10    | Boston Celtics                             | 1957, 1958, 1961, 1962, 1963, 1965, 1973, 1984, 1985, 1986 |
| 8     | Los Angeles Lakers                         | 1976, 1977, 1980, 1987, 1989, 1990, 2000, 2008             |
| 7     | Philadelphia 76ers                         | 1966, 1967, 1968, 1981, 1983, 2001, 2023                   |
| 6     | Chicago Bulls                              | 1988, 1991, 1992, 1996, 1998, 2011                         |
| 5     | Milwaukee Bucks                            | 1971, 1972, 1974, 2019, 2020                               |
| 4     | Houston Rockets                            | 1979, 1982, 1994, 2018                                     |
| 3     | San Antonio Spurs                          | 1995, 2002, 2003                                           |
| 3     | Phoenix Suns                               | 1993, 2005, 2006                                           |
| 3     | Philadelphia/Golden State Warriors         | 1960, 2015, 2016                                           |
| 3     | Denver Nuggets                             | 2021, 2022, 2024                                           |
| 3     | Oklahoma City Thunder                      | 2014, 2017, 2025                                           |
| 2     | St. Louis Hawks (ora Atlanta Hawks)        | 1956, 1959                                                 |
| 2     | Utah Jazz                                  | 1997, 1999                                                 |
| 2     | Cleveland Cavaliers                        | 2009, 2010                                                 |
| 2     | Miami Heat                                 | 2012, 2013                                                 |
| 1     | Cincinnati Royals (ora Sacramento Kings)   | 1964                                                       |
| 1     | Baltimore Bullets (ora Washington Wizards) | 1969                                                       |
| 1     | New York Knicks                            | 1970                                                       |
| 1     | Buffalo Braves (ora Los Angeles Clippers)  | 1975                                                       |
| 1     | Portland Trail Blazers                     | 1978                                                       |
| 1     | Minnesota Timberwolves                     | 2004                                                       |
| 1     | Dallas Mavericks                           | 2007                                                       |

## Curiosità
- Le votazioni per il titolo di MVP della stagione e per i migliori quintetti sono separate: ciò in teoria potrebbe portare all'assegnazione del titolo di miglior giocatore ad un cestista non incluso nell'All-NBA Team. Finora è accaduto solo tre volte che l'atleta premiato come MVP dell'anno non sia stato incluso nel primo quintetto (ma nel secondo): Bill Russell (nel 1960-1961 e nel 1961-1962) e Dave Cowens (nel 1972-1973), entrambi pivot dei Boston Celtics, che finirono dietro, rispettivamente, a Wilt Chamberlain (due volte) e Kareem Abdul-Jabbar. Il caso si presentò anche perché dal 1955-1956 in poi l'All-NBA Team era formato rigorosamente da due guardie, due ali e un centro, quindi non potevano essere inseriti due pivot.[senza fonte]
- Il più giovane giocatore a vincere il trofeo è stato Derrick Rose, a 22 anni, mentre il più anziano è stato Karl Malone, a 35 anni.[1][2]
- Cinque vincitori dell'MVP Award non hanno mai vinto un campionato: Barkley, Karl Malone, Iverson,Nash e Rose. Westbrook, Harden ed Embiid non hanno vinto l'anello, tuttavia sono ancora in attività.
- Undici giocatori sono riusciti ad aggiudicarsi nella stessa stagione sportiva sia il premio di MVP per la regular season che quello di MVP delle NBA Finals realizzando così una tripla corona (considerando anche il titolo NBA vinto): Willis Reed nel 1969-1970, Kareem Abdul-Jabbar nel 1970-1971, Moses Malone nel 1982-1983, Larry Bird per due volte nelle stagioni 1983-1984 e 1985-1986, Magic Johnson nel 1986-1987, Michael Jordan per quattro volte nelle stagioni 1990-1991, 1991-1992, 1995-1996 e 1997-1998, Hakeem Olajuwon nel 1993-1994, Shaquille O'Neal nel 1999-2000, Tim Duncan nel 2002-2003 , LeBron James per due volte nelle stagioni 2011-2012 e 2012-2013.[3] e Shai Gilgeous-Alexander nel 2025.
- Stephen Curry è l'unico giocatore ad essersi aggiudicato il premio all'unanimità, ottenendo tutti i voti possibili, nell'edizione del 2016[4].
- Wilt Chamberlain e Wes Unseld sono gli unici due giocatori nella storia dell'Nba ad aver vinto nello stesso anno sia il premio di MVP della Regular season, che quello di miglior matricola.[5]
- James Harden e Bill Walton sono gli unici giocatori ad aver vinto in carriera sia il premio di MVP che quello di miglior sesto uomo.[6]
- Giannīs Antetokounmpo è l'unico ad aver vinto in carriera sia il premio di MVP che quello di giocatore più migliorato.
- Nikola Jokić è l'unico giocatore della common era (dal 1966) a vincere il premio di MVP dopo esser stato scelto al secondo giro e, essendo stato selezionato come 41ª scelta nel Draft NBA 2014, è diventato il giocatore con il draft più basso nella storia della NBA ad essere nominato miglior giocatore.